# Sabian

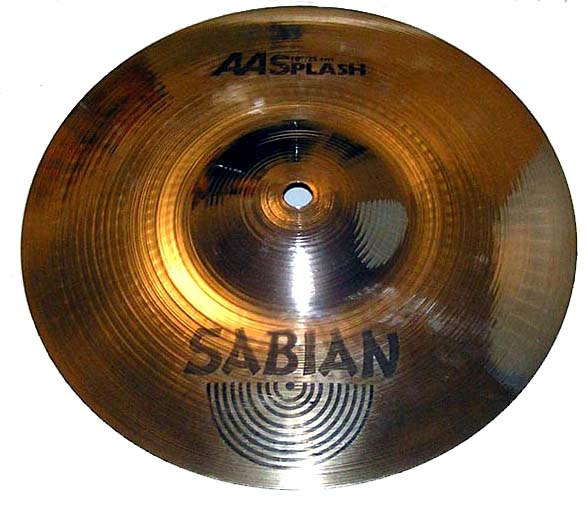
10-calowy AA Splash

Sabian – kanadyjski producent talerzy perkusyjnych, należy obok takich przedsiębiorstw jak Zildjian, Paiste oraz Meinl do liderów rynku. Przedsiębiorstwo powstało w 1981 roku w Meductic w Nowym Brunszwiku z inicjatywy Roberta Zildjiana, syna Avedisa Zildjiana III, prezesa przedsiębiorstwa Zildjian. Firma Sabian pochodzi od dwóch pierwszych liter trójki dzieci właściciela firmy Sally, Billy oraz Andy.
Do popularnych muzyków grających na produktach firmy należą m.in. perkusiści Neil Peart, Phil Collins, Jojo Mayer, Chad Smith, Sean Kinney, Mike Portnoy, Terry Bozzio, Dave Weckl, Virgil Donati, Mick Brown (Dokken) czy Bill Ward.